# Interhelpo

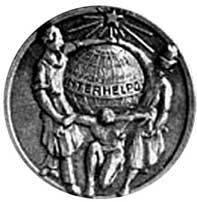
Az Interhelpo logója

Az Interhelpo Szovjet-Oroszország segítésére Zsolnán alapított ipari szövetkezet (Ido: interhational laboristo helpo).

## Története
Demszky Gábor visszaemlékezése szerint az Interhelpo megszervezésének előzménye az volt, hogy 1916-ban a cári hatóságok intézkedéseivel szemben a kirgiz és kazak lakosság felkelt. A felkelése brutális leverése következtében elnéptelenedett a környék.
1921-1922-ben a világ minden tájáról 1 millió kommunista jelentkezett, hogy bevándorol a Szovjetunióba. Lev Trockij propaganda műveletekért felelős ügynöke, Willi Münzenberg szervezte az agitációt. 1922. december 5-én a Kommunista Internacionálé IV. Kongresszusa határozatot fogadott el a Szovjet-Oroszországnak nyújtandó proletár segítségről a szovjet gazdaság újjáépítésére.

## Az Interhelpo Szövetkezet megalapítása[3]
1923. május 1-jén Rudolf Pavlovic Maracek megalapította Zsolna mellett az Interhelpo Szövetkezetet. 1924. november 9-én informálták a jelentkezőket, hogy Pishpekben (később Frunze, jelenleg Biskek, Kirgizisztán fővárosa) fognak dolgozni, Közép-Ázsiában. Ez a döntés a legtöbb résztvevőt, köztük Alexander Dubceket arra ösztönözte, hogy ingatlanait, illetve minden értékét eladja, felégetve minden hidat maga mögött, hogy Közép-Európába visszatérhessen. 1925. március 29-én indult el az első vonatszerelvény Pishkekbe, Közép-Ázsiába. A szövetkezet tagja minden infrastruktúra nélküli területre értek. Sok áldozatot szedtek közülük különböző fertőző betegségek. Az alapvető életfeltételek hiánya miatt az összes 3 év alatti gyermek meghalt. A világháború alatt sokan beléptek közülük a Csehszlovák Hadtestbe, sokakat behívtak munkaszolgálatra.

## A nagy tisztogatás
1938-ban legalább 18 szövetkezeti tagot európai származásuk alapján kivégeztek a szovjet hatóságok a tisztogatások során. A meggyilkoltak közül a mai napig nem tudni semmit Donat Lanaček, Anton Ilek, Viktor Dolezal, Pavel Heinz, Rudolf Goraček és Viktor Schmidt nyugvóhelyéről. Viktor Skaliczky nevét feltüntették a Biskektől délre fekvő Chong-Tash-i emlékművön. 

## A Szövetkezet megszűnése
1943. december 7-én a Kirgíz SSR Ipari Szövetkezeti Tanácsa elrendelte a Vorosilovgradi termelő üzem áttelepítését az Interhelpo gyártelepére. A szövetkezetet felszámolták. 